# Lydbrook
Lydbrook is een civil parish in het bestuurlijke gebied Forest of Dean, in het Engelse graafschap Gloucestershire.